# العلاقات الأيرلندية الماليزية
العلاقات الأيرلندية الماليزية هي العلاقات الثنائية التي تجمع بين جمهورية أيرلندا وماليزيا.

## مقارنة بين البلدين
هذه مقارنة عامة ومرجعية للدولتين:
| وجه المقارنة                                              | جمهورية أيرلندا                                       | ماليزيا       |
| --------------------------------------------------------- | ----------------------------------------------------- | ------------- |
| المساحة (كم2)                                             | 70.27 ألف                                             | 330.29 ألف    |
| عدد السكان (نسمة)                                         | 4.76 مليون                                            | 31.62 مليون   |
| الكثافة السكانية (ن./كم²)                                 | 67.74                                                 | 95.73         |
| العاصمة                                                   | دبلن                                                  | كوالالمبور    |
| اللغة الرسمية                                             | اللغة الأيرلندية، لغة إنجليزية، الإنجليزية الأيرلندية | لغة ماليزية   |
| العملة                                                    | جنيه أيرلندي، يورو، عملات اليورو الأيرلندية           | رينغيت ماليزي |
| الناتج المحلي الإجمالي (بليون دولار)                      | 333.73 مليار                                          | 314.50 مليار  |
| الناتج المحلي الإجمالي (تعادل القوة الشرائية) بليون دولار | 318.16 مليار                                          | 817.43 مليار  |
| الناتج المحلي الإجمالي الاسمي للفرد دولار أمريكي          | 61.13 ألف                                             | 9.77 ألف      |
| الناتج المحلي الإجمالي للفرد دولار أمريكي                 |                                                       | 25.64 ألف     |
| مؤشر التنمية البشرية                                      | 0.916                                                 | 0.779         |
| رمز المكالمات الدولي                                      | +353                                                  | +60           |
| رمز الإنترنت                                              | .ie                                                   | .my           |
| المنطقة الزمنية                                           | 00، ت ع م+01:00، أوروبا/دبلن ‏                         | ت ع م+08:00   |

## منظمات دولية مشتركة
يشترك البلدان في عضوية مجموعة من المنظمات الدولية، منها:
| علم المنظمة | اسم المنظمة                               | تاريخ انضمام جمهورية أيرلندا | تاريخ انضمام ماليزيا |
| ----------- | ----------------------------------------- | ---------------------------- | -------------------- |
|             | بنك التنمية الآسيوي                       | 2006                         | 1966                 |
|             | مؤسسة التنمية الدولية                     | 22 ديسمبر 1960               | 24 سبتمبر 1960       |
|             | يونسكو                                    | 3 أكتوبر 1961                | 16 يونيو 1958        |
|             | وكالة ضمان الاستثمار متعدد الأطراف        | 27 أكتوبر 1989               | 6 ديسمبر 1991        |
|             | الأمم المتحدة                             | 14 ديسمبر 1955               | 17 سبتمبر 1957       |
|             | الفريق المعني برصد الأرض                  | ?                            | ?                    |
|             | الاتحاد البريدي العالمي                   | ?                            | ?                    |
|             | البنك الدولي للإنشاء والتعمير             | 8 أغسطس 1957                 | 7 مارس 1958          |
|             | المنظمة الهيدروغرافية الدولية             | ?                            | ?                    |
|             | الاتحاد الدولي للاتصالات                  | 8 ديسمبر 1923                | 3 فبراير 1958        |
|             | منظمة حظر الأسلحة الكيميائية              | ?                            | ?                    |
|             | مؤسسة التمويل الدولية                     | 11 سبتمبر 1958               | 20 مارس 1958         |
|             | المركز الدولي لتسوية المنازعات الاستشارية | 7 مايو 1981                  | 14 أكتوبر 1966       |
|             | منظمة التجارة العالمية                    | ?                            | ?                    |
|             | منظمة الشرطة الجنائية الدولية             | ?                            | ?                    |

## أعلام
هذه قائمة لبعض الشخصيات التي تربطها علاقات بالبلدين:
- جايسون لو (موسيقي ماليزي، 27 أبريل 1975 – )
- ديبورا بريا هنري (21 يوليو 1985 – )

## وصلات خارجية
- موقع وزارة الخارجية الأيرلندية
- موقع وزارة الخارجية الماليزية